# Niszczyciele typu Tucker
Niszczyciele typu Tucker – typ jednostek pływających służących w United States Navy w czasie I wojny światowej. Stanowił czwarty z pięciu typów, które określono jako thousand tonners, ponieważ były pierwszymi amerykańskimi niszczycielami o wyporności przekraczającej 1000 ton.
Końcowy projekt jednostek był kompromisem pomiędzy Radą Główną Marynarki (General Board) a należącym do US Navy Biurem Budowy i Remontów (Bureau of Construction and Repair, C&R). Rada Główna, która miała na celu stworzenie zintegrowanej floty liniowej, chciała jednostek mogących pełnić rolę zwiadowczą. Zaproponowała więc okręty większe niż unikatowy brytyjski lider „Swift” z 1910 roku i ponad dwa razy większe niż jakikolwiek wcześniejszy amerykański niszczyciel. Biuro Konstrukcji i Remontów przedstawiło projekt będący rozwojową wersją okrętów typu O’Brien, który był podobny do pierwszego typu thousand tonners – Cassin. Ten był z kolei o około 1/3 większy od poprzedzającego go typu Paulding.
Okręty były budowane w czterech prywatnych amerykańskich stoczniach. Stępki położono pomiędzy lutym a listopadem 1914 roku, wodowania odbyły się pomiędzy kwietniem a lipcem roku 1915. Jednostki wchodziły do służby w US Navy pomiędzy lipcem 1915 a majem 1916 roku. Ich średnia wyporność to 1060 długich ton (ts), długość ponad 96 m, szerokość ponad 9 m. Większość jednostek została wyposażona w dwie bezprzekładniowe turbiny parowe i jedną przekładniową turbinę parową używaną do utrzymywania prędkości ekonomicznej. „Wadsworth” został wyposażony w dwie turbiny z przekładniami i – jako pierwszy niszczyciel US Navy tak napędzany – mocno wpłynął na późniejsze projekty amerykańskich niszczycieli. Wszystkie okręty zaprojektowano tak, by osiągały prędkość maksymalną 29,5 węzła i zasięg 2500 mil morskich przy prędkości ekonomicznej. Po zbudowaniu były uzbrojone w 4 działa kal. 102 mm i 8 wyrzutni torpedowych kal. 533 mm (4 x II) z zapasem 8 torped. Wszystkie okręty zostały później wyposażone w wyrzutnie bomb głębinowych.
Cała szóstka operowała w pobliżu wschodniego wybrzeża USA i na Karaibach do momentu włączenia się Stanów Zjednoczonych do I wojny światowej w kwietniu 1917 roku. Wówczas wszystkie zostały wysłane do Queenstown w Irlandii, gdzie pełniły rolę eskortowców. Uczestniczyły w akcjach ratunkowych, podnosząc z morza załogi i pasażerów jednostek pływających zatopionych przez U-Booty. Stoczyły także kilka pojedynków z wrogimi okrętami podwodnymi. „Jacob Jones” został storpedowany i zatopiony przez U-53 w grudniu 1917 roku. Pozostałe pięć jednostek wróciło do Stanów Zjednoczonych na przełomie 1918 i 1919 roku. Zostały wycofane ze służby do czerwca 1922 roku. Cztery jednostki (bez „Wadswortha”) zostały wcielone do United States Coast Guard, by pomagać wprowadzać w życie prohibicję (pływały w ramach patroli rumowych). Okręty zostały zwrócone US Navy pomiędzy 1934 a 1936 rokiem, a następnie sprzedane na złom w roku 1936.

## Projektowanie
We wrześniu 1912 roku Rada Główna Marynarki wystosowała do Biura Konstrukcji i Remontów zapytanie o stworzenie planów kolejnego typu niszczycieli. Miał to być projekt okrętu uzbrojonego w cztery działa kal. 102 mm, sześć wyrzutni torpedowych (3 × II) oraz dwanaście min morskich, mogącego płynąć z maksymalną prędkością 35 węzłów oraz z zasięgiem 2500 mil morskich przy prędkości 20 węzłów. C&R przedstawiło koncepcję „superniszczyciela” o długości 117 metrów i wyporności 2190 ts napędzanego trzema śrubami, który miał mieć maszyny o mocy 40 000 shp, by osiągnąć zakładane 35 węzłów. Projekt C&R był podobny, lecz większy od unikatowego brytyjskiego niszczyciela (lidera) „Swift” i miał mieć wyporność ponad dwa razy większą od największych dotychczas zbudowanych amerykańskich niszczycieli.
Rada Główna, której główną troską były zintegrowane operacje amerykańskiej floty liniowej (battle fleet), naciskała, by projekt zapewniał możliwość prowadzenia działań rozpoznawczych w ramach floty. Wysoki koszt takiego projektu (1 900 000 dolarów za kadłub z maszynami przy 790 000 dolarów za niszczyciel typu O’Brien) oraz brak doświadczeń operacyjnych z niszczycielami typu Cassin – pierwszymi tysiąctonowcami, których wodowanie miało dopiero nastąpić – spowodowały, że C&R sprzeciwiało się dużo większemu projektowi. Główny Konstruktor (Chief Constructor of the Navy), dyrektor C&R, wskazywał, że Brytyjczycy nie powtórzyli projektu „Swifta” w ciągu pięciu lat od jego zaprezentowania i zauważał, że „niszczyciel, który stanie się zbyt duży, straci dużo z pożądanych zalet swojej klasy”.
W listopadzie 1912 roku Rada Główna zaoferowała kilka alternatyw, by zredukować rozmiary niszczycieli. Została jednak przekonana przez C&R, że najbardziej praktycznym rozwiązaniem będzie projekt, który łączy wiele z typem O’Brien: tę samą artylerię główną oraz uzbrojenie torpedowe, ale z projektową prędkością 29,5 węzła oraz zasięgiem 2500 mil morskich. General Board wyszczególniała także, że okręty powinny być wyposażone w: dwa działa samolotowe, o ile można będzie je stworzyć i zainstalować, możliwość stawiania trzydziestu sześciu min oraz powinny mieć wzmocniony dziób do taranowania. Oznaczenia C&R dla typu Tucker DD-57 do DD-62, zostały zatwierdzone przez Sekretarza Marynarki w grudniu 1912 roku i autoryzowane przez Kongres w roku 1913.

## Opis konstrukcji
Po zbudowaniu okręty miały długość całkowitą 96,1 m oraz od 9,07 do 9,3 m szerokości. Średnie zanurzenie wynosiło 2,84 m. Kadłub był wyposażony w charakterystyczną wysoką nadbudówkę typową dla amerykańskich niszczycieli od czasów typu Smith (1908–1909), pierwszych jednostek amerykańskich, które zostały zaprojektowane jako prawdziwie oceaniczne jednostki. Okręty miały wyporność od 1060 do 1150 długich ton (1080–1170 t) z medianą równą 1060 długich ton (1080 t).
Okręty były wyposażone w dwie turbiny parowe Curtisa, pracujące bezpośrednio na dwa wały napędowe i zasilane w parę przez cztery kotły typu Yarrow. System napędowy dawał 17 000 shp i pozwalał na osiągnięcie prędkości 29,5 węzła. W przypadku wszystkich jednostek poza „Wadsworthem”, para głównych turbin była wspomagana przez turbinę marszową, napędzającą za pośrednictwem przekładni redukcyjnej jeden z wałów. „Wadsworth” jako jedyny nie miał turbiny marszowej, a obie jego turbiny były sprzęgnięte przekładniami z wałami napędowymi. Był to pierwszy amerykański niszczyciel zaprojektowany w taki sposób. Służył jako jednostka testowa i miał zauważalny wkład w projekt amerykańskich niszczycieli, gdy przeszedł próby w lipcu 1915 roku.
Główna artyleria niszczycieli typu Tucker składała się z 4 dział kal. 102 mm L/50 Mark 9. Każde działo ważyło ponad 2800 kg. Działa wystrzeliwały 15-kilogramowe pociski przeciwpancerne z prędkością początkową 880 m/s. Przy kącie podniesienia luf równym 20° pociski miały zasięg 14 560 metrów.
Niszczyciele były także wyposażone w osiem wyrzutni torped kal. 533 mm. Rada Główna żądała umieszczenia dwóch dział przeciwlotniczych na każdej jednostce typu a także zapewnienia możliwości postawienia 36 min morskich. Żaden z niszczycieli typu Tucker nie posiadał w momencie wejścia do służby uzbrojenia przeciwlotniczego. Pierwszymi amerykańskimi okrętami tej klasy, posiadającymi artylerię przeznaczoną do zwalczania obiektów latających były niszczyciele typu ''Sampson. Źródła nie podają, czy rekomendacje dotyczące uzbrojenia minowego zostały wprowadzone w życie na którejkolwiek jednostce typu Tucker. W czasie I wojny światowej większość amerykańskich niszczycieli została dostosowana do wypełniania zadań przeciwpodwodnych i wyposażona w bomby głębinowe oraz ich miotacze i zrzutnie, lecz dostępne źródła nie przekazują dokładnych informacji dotyczących konkretnych typów systemów tego uzbrojenia.

### Porównanie z innymitysiąctonowcami

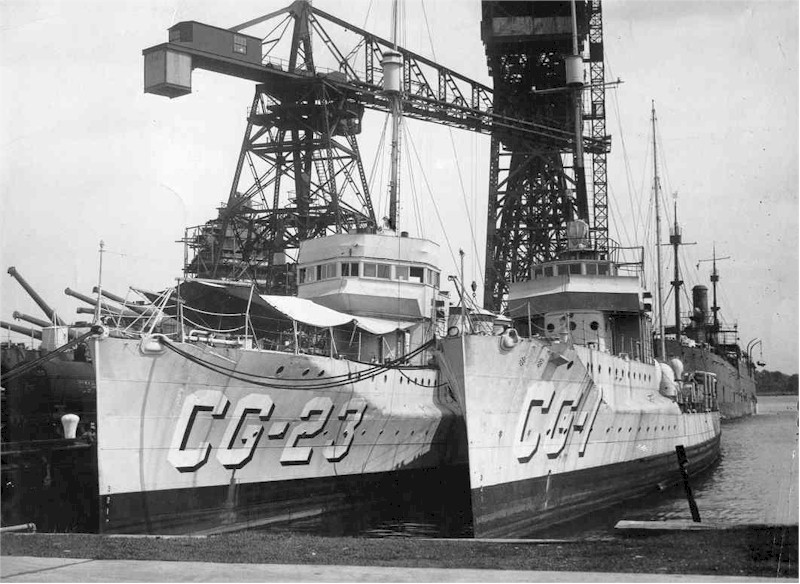
USS „Tucker” (DD-57) (po lewej) i USS „Cassin” (DD-43), okręty prototypowe swoich typów pokazują podobieństwa pomiędzy projektami okrętów typu Cassin i Tucker

Terminem tysiąctonowce określa się 26 niszczycieli United States Navy należących do pięciu typów: Cassin, Aylwin, O’Brien, Tucker oraz Sampson. Określenie to pochodziło od faktu, że były pierwszymi amerykańskimi niszczycielami, których wyporność była większa niż 1000 długich ton Typ Cassin, pierwszy z tysiąctonowców, miał wyporność większą o około 1/3 w stosunku do poprzedniego typu amerykańskich niszczycieli, Paulding.
Pojawienie się tysiąctonowców spowodowało, że niszczyciele typu Paulding i inne okręty o mniejszej wyporności starszych typów jednostek tej klasy zyskały lekceważące miano „gruchotów” (ang. flivvers), przezwisko zwykle przeznaczone dla Forda T.
Typ Tucker był czwartym z pięciu typów tysiąctonowców. Wcześniejsze okręty typu Cassin – (DD-43 do DD-46), Aylwin – (DD-47 do DD-50) i O’Brien(DD-51 do DD-56) były około 10 metrów krótsze i miały o około 40–80 ton mniejszą wyporność od średniej wyporności okrętów typu Tucker. Późniejsze okręty typu Sampson (DD-63 do DD-68) miały tę samą długość, natomiast wyporność większą o około 10 ton. Wszystkie pięć typów okrętów było uzbrojonych w cztery działa kal. 102 mm, ale rozmiar torped i innego uzbrojenia zmieniał się. Wszystkie były wyposażone w cztery podwójne wyrzutnie torped załadowane 8 torpedami. Jedynym wyjątkiem były okręty typu Sampson, które miały cztery potrójne wyrzutnie torped załadowane 12 torpedami. Różny był jednak kaliber: okręty typu Cassin i Aylwin były uzbrojone w torpedy kalibru 457 mm, reszta natomiast miała torpedy kalibru 533 mm. Okręty typu Sampson były jedynym typem od początku wyposażonym w działa przeciwlotnicze: parę jednofuntowych dział kal. 37 mm.

## Budowa

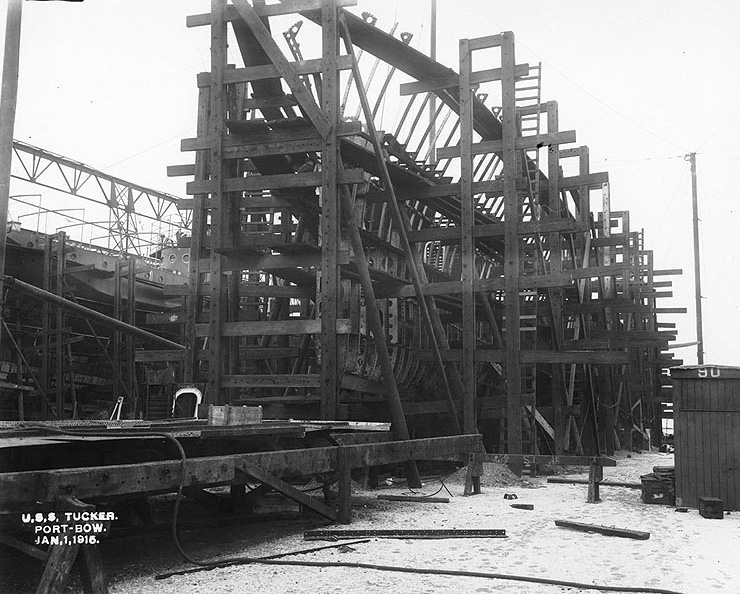
USS „Tucker” (DD-57) w czasie budowy w stoczni Fore River Shipyard 1 stycznia 1915 r.

Budowa sześciu jednostek typu została przydzielona czterem różnym firmom stoczniowym. Fore River Shipbuilding Company i Bath Iron Works zbudowały po jednym okręcie, natomiast Cramp & Sons i New York Shipbuilding zbudowały po dwa. Stępki wszystkich sześciu niszczycieli położono pomiędzy lutym a listopadem 1914 roku: „Wadsworth” był pierwszy, a „Tucker” ostatni. Wszystkie jednostki zostały zwodowane pomiędzy kwietniem a lipcem 1915 roku: „Wadsworth” był pierwszy a „Porter” ostatni. „Wadsworth” wszedł do służby w lipcu 1915 roku, trzy miesiące po zwodowaniu. Pozostałe jednostki weszły do służby pomiędzy styczniem a majem 1916 roku. Ostatni do służby został wcielony „Wainwright”.

## Jednostki
Wszystkie sześć okrętów służyło w czasie służby w US Navy na Atlantyku. Wszystkie także uczestniczyły w czasie I wojny światowej w misjach konwojowych i patrolach przeciwpodwodnych bazując w Queenstown w Irlandii po tym, jak Stany Zjednoczone weszły do wojny w kwietniu 1917 roku. USS „Conyngham” (DD-58), „Porter”, „Wadsworth” i „Wainwright” znajdowały się w pierwszej grupie sześciu amerykańskich niszczycieli, które zawinęły do tego portu 4 maja. „Tucker” i „Jacob Jones” dołączyły do nich jako część drugiej grupy, która dotarła tam trzynaście dni później. Kilka jednostek walczyło z U-Bootami w czasie wojny: dowódca „Conynghama” został wyróżniony pochwałą za akcję, w której – jak sądzono – prawdopodobnie zatopił wrogi okręt podwodny. „Jacob Jones” został zatopiony przez U-53 w grudniu 1917 roku. Wszystkie pozostałe okręty tego typu wróciły do Stanów Zjednoczonych na przełomie lat 1918–1919 i służyły w różnych rolach przez kolejne dwa lata. „Tucker” został wycofany ze służby w maju 1921 roku, następnie, w maju 1922 roku, wycofany został „Wainwright”, pozostała trójka zaś w czerwcu 1922 roku.
Pomiędzy 1924 i 1926 rokiem cztery z pięciu jednostek – „Conyngham” i „Porter” w 1924 roku oraz „Tucker” i „Wainwright” w 1926 roku – zostały wcielone do służby w United States Coast Guard, gdzie uczestniczyły w patrolach rumowych. Wszystkie wróciły do US Navy w 1933 roku z wyjątkiem „Tuckera”, który wrócił rok później. „Conyngham”, „Porter” i „Wainwright” zostały sprzedane na złom w 1934 roku, a pozostała dwójka w roku 1936.

### USS Tucker (DD-57)

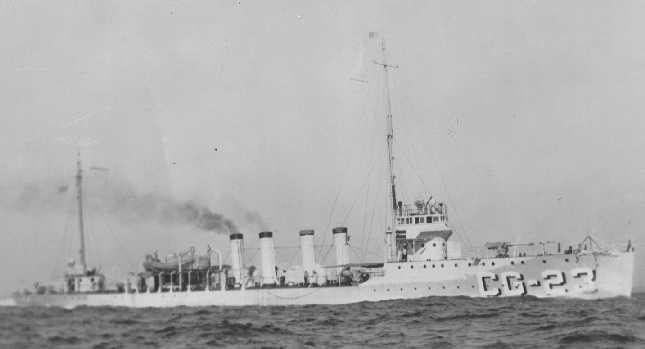
USS „Tucker” (DD-57) pod banderą United States Coast Guard, ok. 1926–1933

USS „Tucker” (DD-57) był okrętem prototypowym dla typu. Jego stępkę położono w stoczni Fore River Shipbuilding Company w Quincy (Massachusetts) w listopadzie 1914 roku. Został zwodowany w maju 1915 roku. Był pierwszym okrętem amerykańskim, którego patronem był Samuel Tucker. Po tym jak w kwietniu 1916 roku wszedł do służby, pływał po wodach wschodniego wybrzeża USA i na Karaibach. Kiedy Stany Zjednoczone przystąpiły do wojny w kwietniu 1917 roku, „Tucker” był częścią drugiej eskadry niszczycieli, która została wysłana na wody europejskie. Patrolował Morze Irlandzkie bazując w Queenstown w Irlandii. Kilka razy ratował pasażerów i załogi jednostek zatopionych przez okręty podwodne. Za udział w ratowaniu załogi z francuskiego krążownika „Dupetit-Thouars” w sierpniu 1918 roku „Tucker” otrzymał list pochwalny od Préfet Maritime. W czerwcu okręt został przeniesiony do Brestu we Francji i spędził resztę wojny bazując w tym porcie.
Po powrocie do Stanów Zjednoczonych pod koniec 1918 roku okręt przeszedł naprawy w Boston Navy Yard. Po rejsie rekrutacyjnym po portach wybrzeża Nowej Anglii w październiku 1919 roku został umieszczony w ograniczonej służbie (ang. reduced commission), a następnie wycofany ze służby w maju 1921 roku. W marcu 1926 roku okręt został przeniesiony w gestię United States Coast Guard, by pomagać w wymuszaniu przestrzegania prohibicji jako część patroli rumowych. Operował pod nazwą USCGC „Tucker” (CG-23) do 1933 roku. W czasie swojej służby w Coast Guard był pierwszą amerykańską jednostką pływającą, która dotarła na miejsce katastrofy sterowca USS „Akron” (ZRS-4). Po zwróceniu okrętu US Navy w drugiej połowie 1933 roku nazwę zmieniono na „DD-57”, by zwolnić nazwę „Tucker” dla nowo budowanego niszczyciela. Został sprzedany na złom w grudniu 1936 roku.

### USS Conyngham (DD-58)

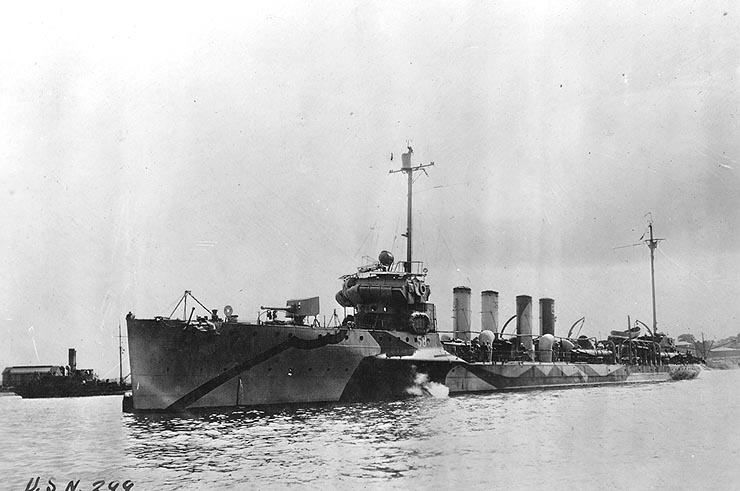
USS „Conyngham” (DD-58) ok. 1918 r.

Stępkę USS „Conyngham” (DD-58) położono w stoczni William Cramp and Sons w Filadelfii w lipcu 1914 roku. Został zwodowany w lipcu następnego roku. Był pierwszym amerykańskim okrętem, którego patronem był Gustavus Conyngham. Po wejściu do służby w styczniu 1916 roku pływał po wodach wschodniego wybrzeża USA i na Karaibach. Po tym jak Stany Zjednoczone przystąpiły do wojny w kwietniu 1917 roku był częścią pierwszej amerykańskiej eskadry niszczycieli, która została wysłana na wody europejskie. Patrolował Morze Irlandzkie bazując w Queenstown (Irlandia). Kilka razy ratował pasażerów i członków załogi jednostek pływających zatopionych przez okręty podwodne. Dowódca okrętu otrzymał pochwałę za akcję, w której, jak podejrzewano, prawdopodobnie zatopił niemiecki okręt podwodny.
Po powrocie do Stanów Zjednoczonych w grudniu 1918 roku przeszedł remont w Boston Navy Yard. Pozostawał tam w ograniczonej służbie do 1921 roku, mając tylko krótkie okresy większej aktywności. Po powrocie do aktywnej służby na około rok został wycofany ze służby w czerwcu 1922 roku. W czerwcu 1924 roku okręt został przeniesiony w gestię United States Coast Guard, by pomagać w wymuszaniu przestrzegania prohibicji jako część patroli rumowych. Operował pod nazwą USCGC „Conyngham” (CG-2) do 1933 roku, gdy został zwrócony US Navy. Później tego roku jego nazwę zmieniono na „DD-58” by zwolnić nazwę „Conyngham” dla nowo budowanego niszczyciela. Został sprzedany na złom w sierpniu 1934 roku.

### USS Porter (DD-59)

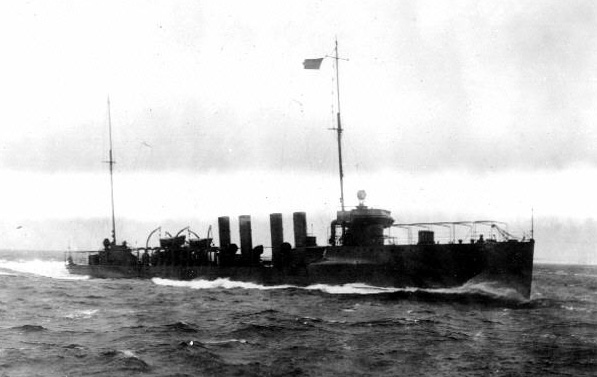
USS „Porter” (DD-59) w czasie prób w 1916 r.

Stępkę USS „Porter” (DD-59) położono w stoczni William Cramp and Sons w Filadelfii w sierpniu 1914 roku. Został zwodowany w sierpniu następnego roku. Był drugim amerykańskim okrętem, którego patronami byli David Porter i jego syn David Dixon Porter. Wszedł do służby w kwietniu 1916 roku i w dziewiczy rejs wyruszył na Karaiby. Po tym jak Stany Zjednoczone przystąpiły do wojny w kwietniu 1917 roku, był częścią pierwszej amerykańskiej eskadry niszczycieli, która została wysłana na wody europejskie. Patrolował Morze Irlandzkie, bazując w Queenstown (Irlandia). Ciężko uszkodził U-108 w kwietniu 1918 roku.
Po powrocie do Stanów Zjednoczonych po zakończeniu wojny „Porter” operował w pobliżu wschodniego wybrzeża USA do momentu wycofania ze służby w czerwcu 1922 roku. W czerwcu 1924 roku okręt został przeniesiony w gestię United States Coast Guard, by pomagać w wymuszaniu przestrzegania prohibicji jako część patroli rumowych. Operował pod nazwą USCGC „Porter” (CG-7) do 1933 roku, gdy został zwrócony US Navy. Później tego roku jego nazwę zmieniono na „DD-59”, by zwolnić nazwę „Porter” dla innego niszczyciela. Został sprzedany na złom w sierpniu 1934 roku.

### USS Wadsworth (DD-60)

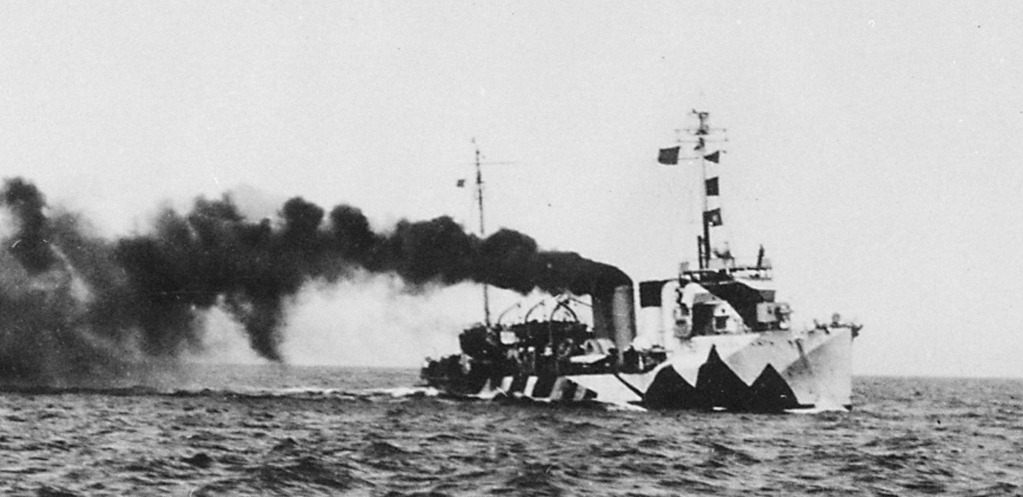
USS „Wadsworth” (DD-60), ok. 1917–1918

Stępkę USS „Wadsworth” (DD-60) położono w stoczni Bath Iron Works w Bath (Maine) w lutym 1914 roku. Został zwodowany w kwietniu 1915 roku. Był pierwszym amerykańskim okrętem, którego patronem był Alexander S. Wadsworth. Turbina parowa z przekładniami zastosowana na tym okręcie miała duży wpływ na kolejne projekty amerykańskich niszczycieli. Wszedł do służby w lipcu 1915 roku i służył w ramach patroli neutralności w pobliżu wschodniego wybrzeża USA i na Karaibach. Po tym jak Stany Zjednoczone przystąpiły do wojny w kwietniu 1917 roku, był okrętem flagowym pierwszej amerykańskiej eskadry niszczycieli, która została wysłana na wody europejskie. Patrolował Morze Irlandzkie bazując w Queenstown (Irlandia). Zgłosił kilka walk z U-Bootami w ciągu kilku pierwszych miesięcy przydziału. Przesunięty do Brestu we Francji w marcu 1918 roku, gdzie spędził resztę wojny.
Po powrocie do Stanów Zjednoczonych pod koniec 1918 roku przeszedł pięciomiesięczny przegląd. Służył jako okręt strażniczy podczas transatlantyckiego przelotu podjętego przez cztery łodzie latające należące do US Navy. Po dwóch latach w ograniczonej służbie wrócił do pełnej służby w maju 1921 roku. Wycofany ze służby w czerwcu 1922 roku, spędził kolejne 14 lat w rezerwie w Philadelphia Naval Shipyard. Skreślony z listy jednostek floty w styczniu 1936 roku, został sprzedany w czerwcu i złomowany w sierpniu tego roku.

### USS Jacob Jones (DD-61)

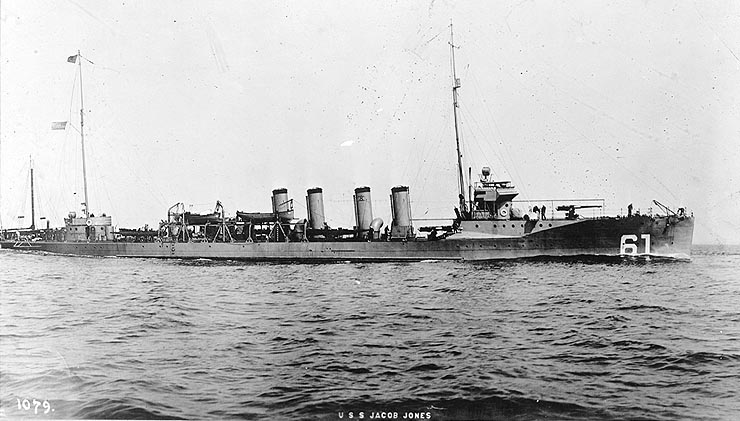
USS „Jacob Jones” (DD-61) w czasie rejsu w 1916 r.

Stępkę USS „Jacob Jones” (DD-61) położono w stoczni New York Shipbuilding w Camden (New Jersey) w sierpniu 1914 roku. Został zwodowany w maju następnego roku. Był pierwszym amerykańskim okrętem, którego patronem był Jacob Jones. Wszedł do służby w lutym 1916 roku i patrolował wody w pobliżu wybrzeża Nowej Anglii. Po tym jak Stany Zjednoczone przystąpiły do wojny w kwietniu 1917 roku, został wysłany na wody europejskie. Patrolował Morze Irlandzkie, bazując w Queenstown (Irlandia). Uratował rozbitków z kilku jednostek, najsłynniejszą akcją było uratowanie ponad 300 osób z zatopionego krążownika pomocniczego „Orama”.
6 grudnia „Jacob Jones” płynął samotnie z Brestu (Francja) do Queenstown. Został storpedowany i zatopiony przez niemiecki okręt podwodny U-53. Zginęło 66 oficerów i marynarzy. Był pierwszym amerykańskim niszczycielem, który zatonął w wyniku działania wroga. Okręt poszedł na dno w osiem minut i nie zdążył nawet wysłać sygnału radiowego. Dowódca niemieckiego okrętu podwodnego Kapitänleutnant Hans Rose, po zabraniu dwóch ciężko rannych członków załogi amerykańskiego okrętu, przed opuszczeniem tego obszaru powiadomił przez radio amerykańską bazę w Queenstown o koordynatach pozycji, gdzie znajdowali się rozbitkowie.

### USS Wainwright (DD-62)

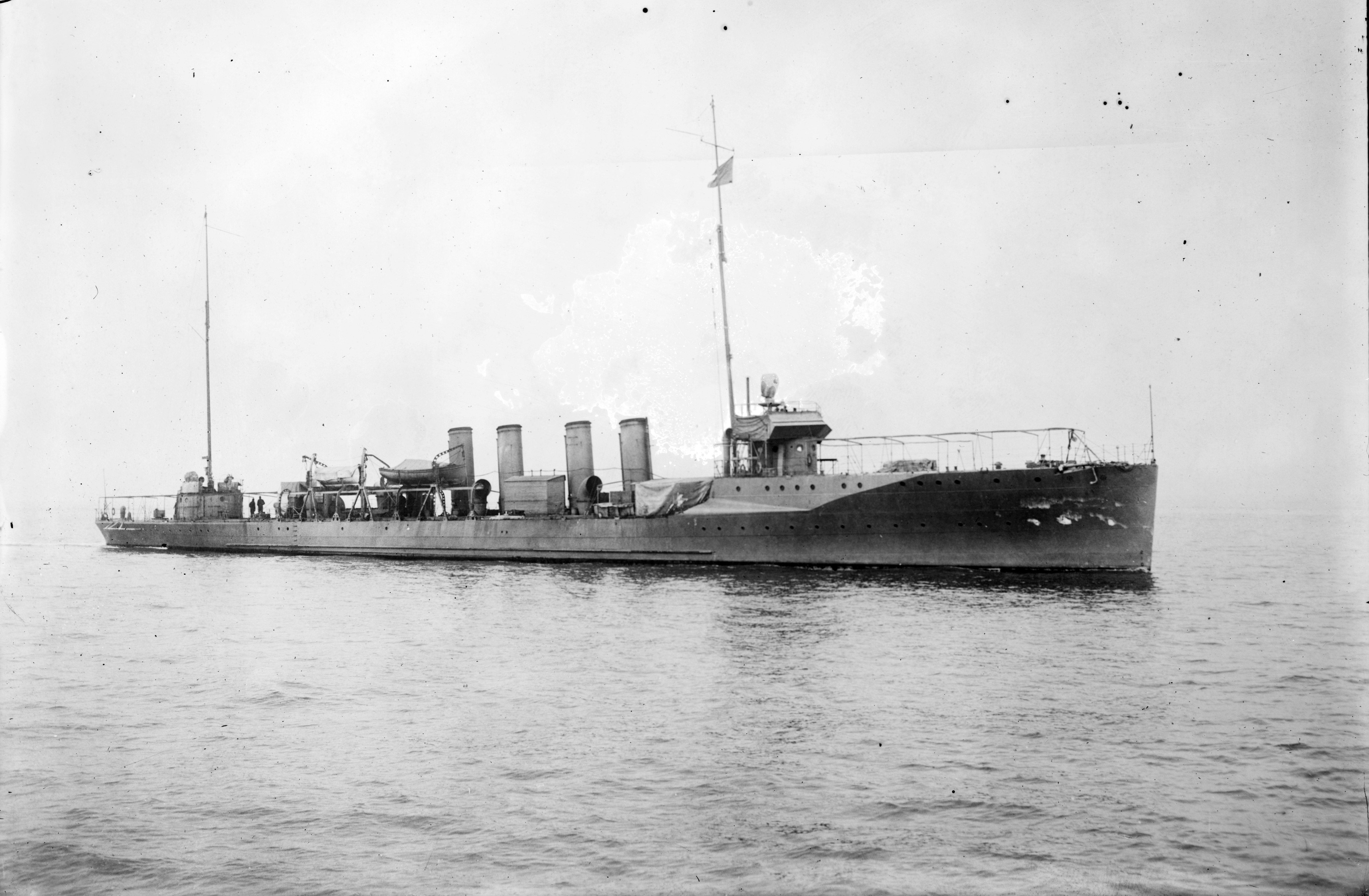
USS „Wainwright” (DD-62), ok. 1916–1922

Stępkę USS „Wainwright” (DD-62) położono w stoczni New York Shipbuilding w Camden (New Jersey) we wrześniu 1914 roku. Został zwodowany w czerwcu następnego roku. Był pierwszym amerykańskim okrętem, którego patronami byli oficerowie Jonathan Wainwright i Jonathan Wainwright Jr. (ojciec i syn) oraz Commander Richard Wainwright (kuzyn starszego Jonathana). Wszedł do służby w maju 1916 roku i pływał w pobliżu wschodniego wybrzeża USA i na Karaibach. Po tym jak Stany Zjednoczone przystąpiły do wojny w kwietniu 1917 roku, był częścią pierwszej amerykańskiej eskadry niszczycieli, która została wysłana na wody europejskie. Patrolował Morze Irlandzkie, bazując w Queenstown (Irlandia). Przeprowadził kilka nieskutecznych ataków na U-Booty oraz ratował rozbitków z kilku jednostek zatopionych przez Niemców.
Po powrocie do Stanów Zjednoczonych po wojnie operował wraz z niszczycielami Floty Atlantyku do maja 1922 roku, gdy został wycofany ze służby. W kwietniu 1926 roku okręt został przeniesiony w gestię United States Coast Guard, by pomagać w wymuszaniu przestrzegania prohibicji jako część patroli rumowych. Operował pod nazwą USCGC „Wainwright” (CG-24) do kwietnia 1934 roku, gdy został zwrócony US Navy. Został sprzedany na złom w sierpniu 1934 roku.